# Diamond T M-20

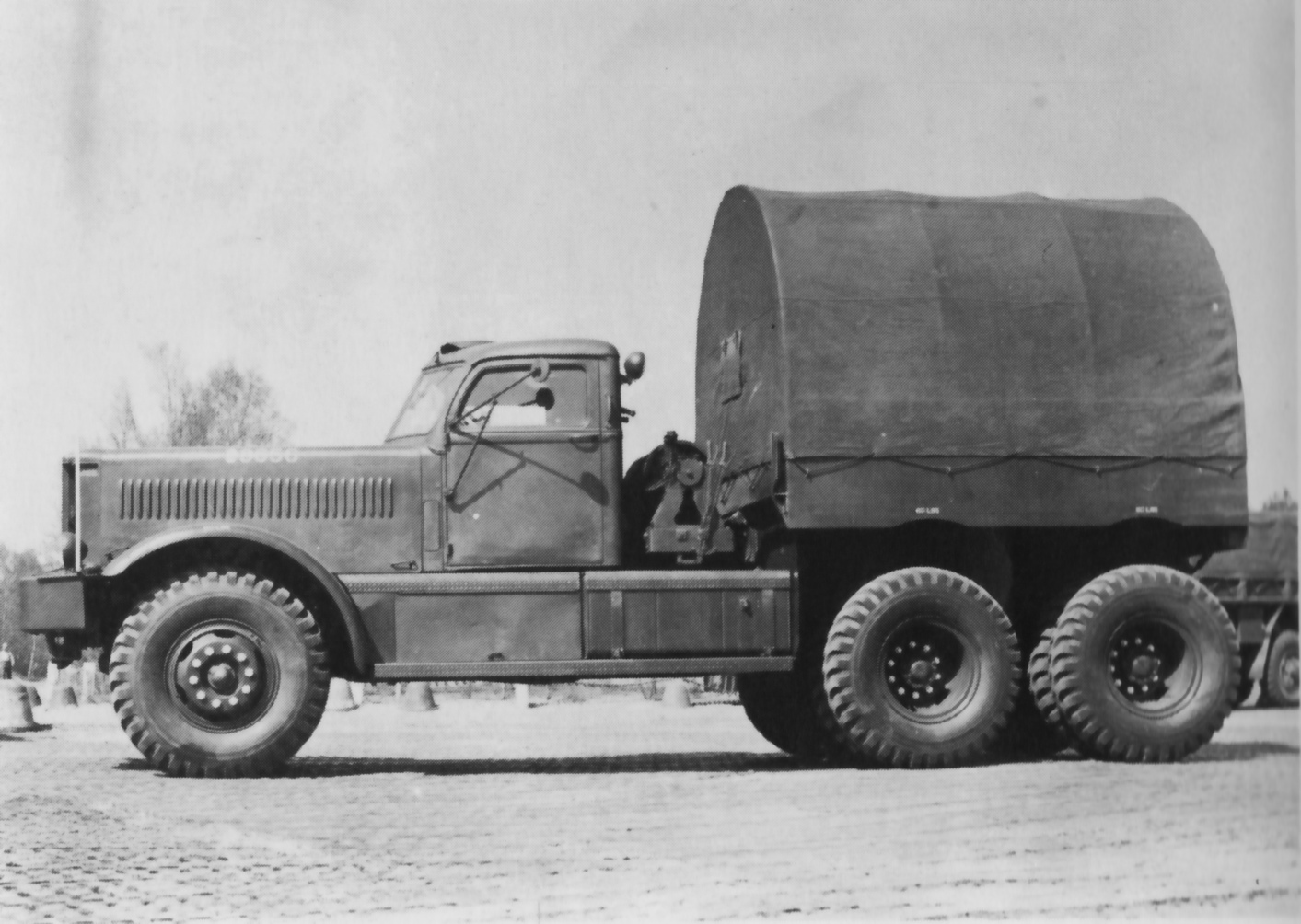
Diamond T M-20 Ballast Tractor

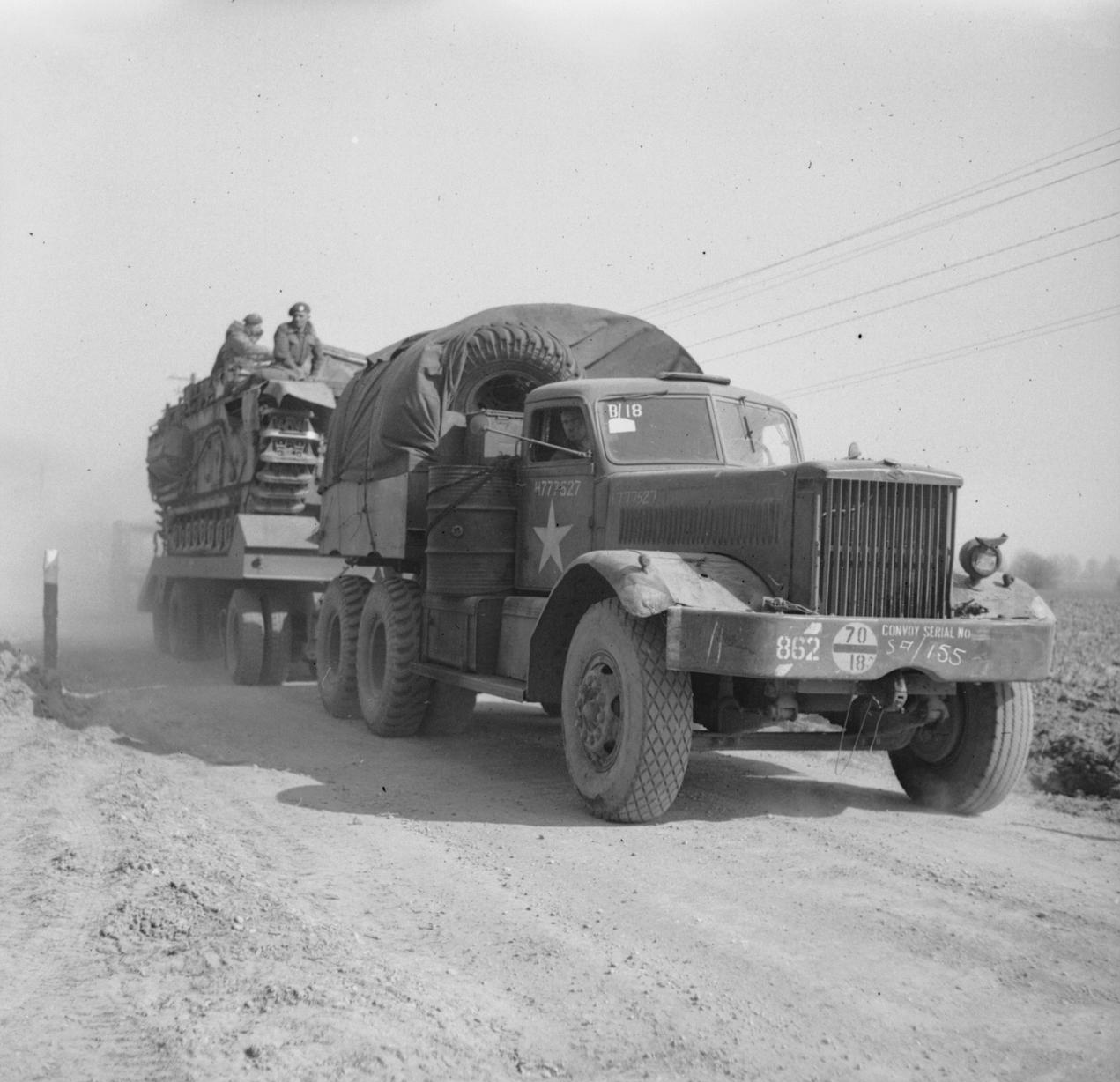
Dit is een Model 981 herkenbaar aan de geleiding voor de lierkabel midden onder de voorbumper

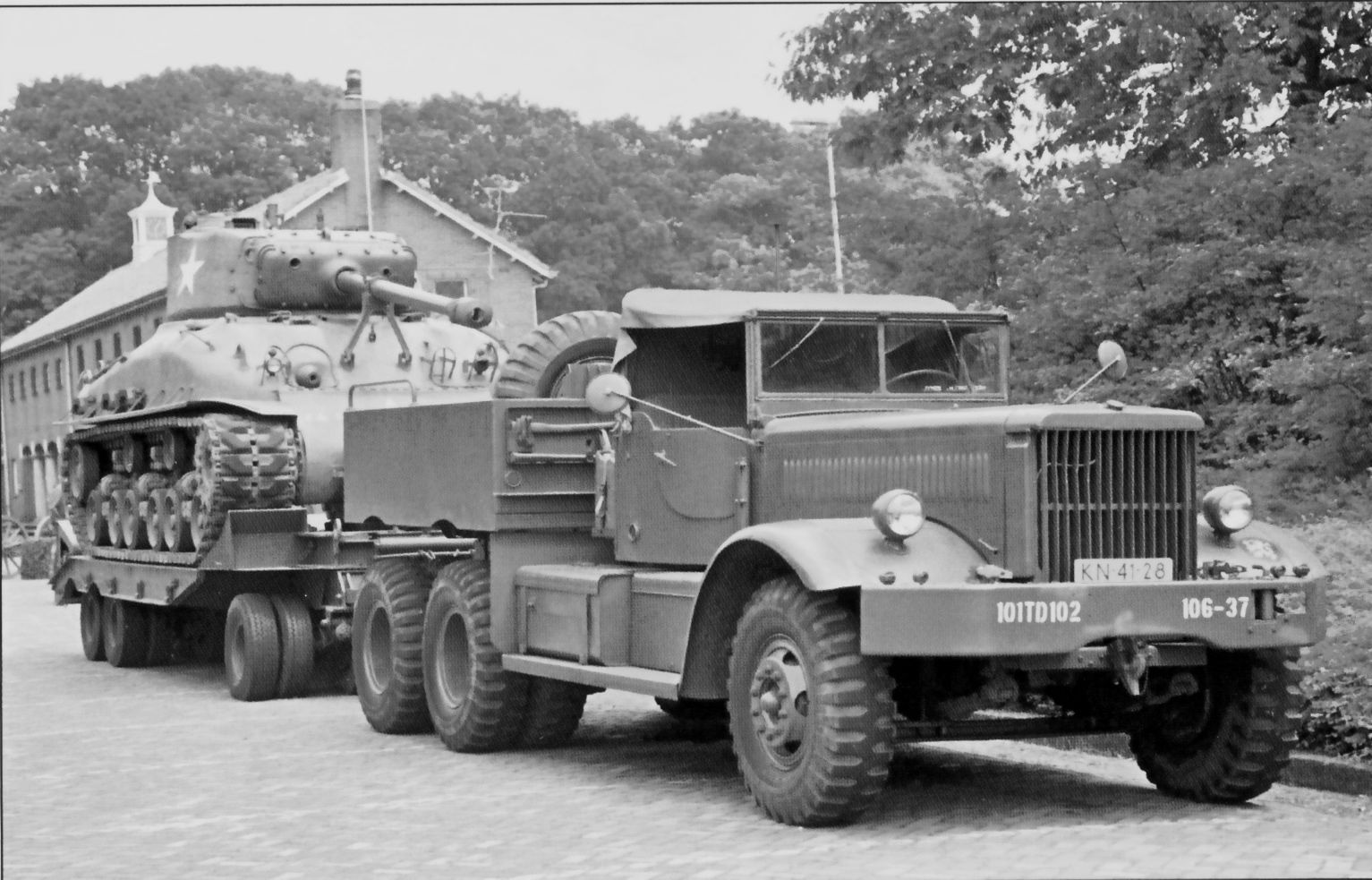
Model 981 Open cabine

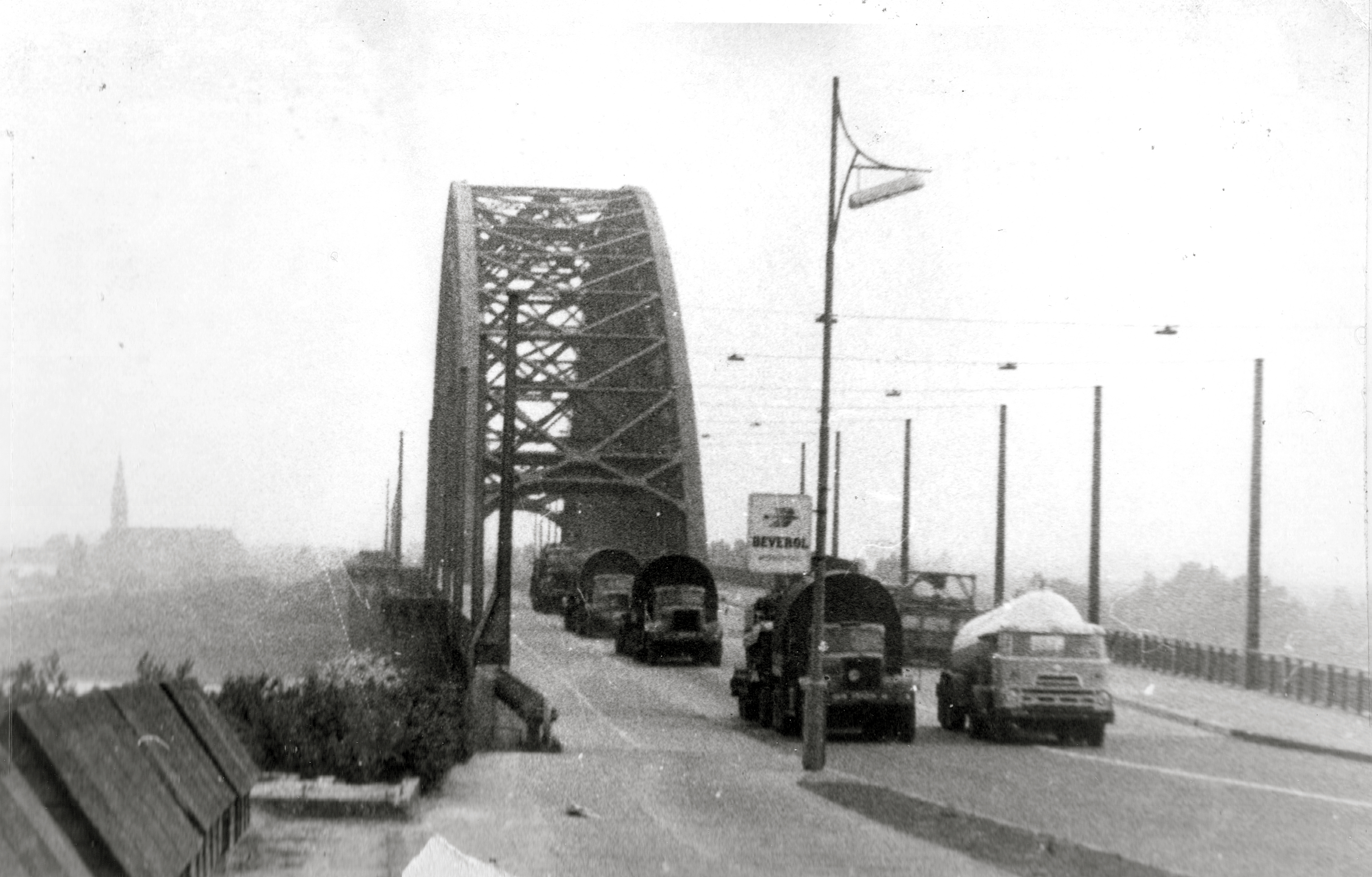
Colonne Diamond T's van de Kon Landmacht (106 TD) op de Waalbrug van Nijmegen in de jaren zestig van de 20e eeuw.

De Diamond T M-20 is een zware militaire vrachtauto die werd geproduceerd door de Diamond T Motor Car Company uit Chicago in twee typen, Model 980 en 981. Beide typen zijn uitgevoerd met vaste of open cabine.

## Algemeen
De truck is door de Verenigde Staten aan vrijwel elk geallieerd land verkocht of geleverd via de Lend-Lease Act of, na de oorlog het MDAP. De grootste afnemer was Engeland.
Het Amerikaanse leger gebruikte voornamelijk de M26 Pacific Tank Trekker en had slechts 200 Diamonds in gebruik omdat die niet aan hun eisen voldeed. Bezwaren ten aanzien van de Diamond waren:
- Geen voorwielaandrijving,
- Te veel wielen.
- En als voornaamste bezwaar: de gebruikte dieselmotor paste niet in hun "standaardbrandstof politiek."[2]

## De M-20 trekker
De M-20 trekker was afgeleid van het standaard Diamond T model 980/981 maar was speciaal aangepast als ballasttractor voor het zwaar tanktransport.
Daartoe was tussen de cabine en de ballastbak een lier van het merk Gar-Wood, gemonteerd met een trekkracht van 18.160 kg, bedoeld om de tank op de aanhanger te laden indien deze door een defect niet op eigen kracht kon oprijden. Deze lier kon door het 980 type alleen naar achter- en door het 981 type zowel naar voren als naar achteren gebruikt worden. Hierdoor kan men ook een 980 van een 981 onderscheiden. De 981 heeft een uitsparing midden-onder de voorbumper waarin zich de geleider t.b.v. de lierkabel bevindt. De kabel heeft bij het 980 type een lengte van 90 m (300 feet) en bij de 981 een lengte van 150 m (500 feet).
De naam ballasttrekker houdt in dat de "laadbak" (in dit geval ballastbak) verzwaard kan worden door middel van het aanbrengen van extra ballast om het mogelijk te maken met zware last weg te kunnen rijden onder moeilijke omstandigheden zoals een nat of glad wegdek.
Het extra gewicht in de laadbak boven de aangedreven achterwielen geven deze betere grip. 
Mede hierom was de truck een 6×4, dat wil zeggen: van de 6 wielen zijn er 4 aangedreven (in dit geval de beide achterassen).
Ondanks het relatief bescheiden motorvermogen werd een enorme trekkracht bereikt door het monteren van een 3 "gearing" hulp-versnellingsbak, achter de normale 4-versnellingsbak, waardoor een 3 x 4 overbrenging ontstond. Hierdoor was de maximumsnelheid echter beperkt tot ± 40 km/u.

## De M-9 aanhanger
De M-9 aanhanger was van origine een ontwerp van de Engelse Fa. Cranes uit Dereham en werd, met enige aanpassingen, onder licentie gebouwd door Roger Bros. Corporation uit Albion, Pennsylvania. De "Rogers versie" had grotere banden (8.25 x 15") en de vooras was gemonteerd door middel van een draaischijf zodat deze 90° kon draaien i.p.v de 45° van de Britse versie.
De aanhanger had een enkele as voorzien van 4 x dubbellucht aan de voorzijde en twee assen met élk 4 x dubbellucht achter de achterzijde. In totaal dus 24 banden en daarmee kwam het laadvermogen op 45 ton. Het totaal maximale treingewicht bedroeg 70 ton.

## In gebruik bij de Koninklijke Landmacht
In de jaren onmiddellijk na de Tweede Wereldoorlog werd door de Koninklijke Landmacht de Sherman Tank in gebruik genomen. Voor het vervoer van deze tanks over de weg werden uit US Army-voorraden ook de bijbehorende tanktransporters overgenomen in het kader van het MDAP. Deze bestonden uit de combinatie Diamond T M-20 ballasttrekker met bijbehorende Rogers M-9, 45 tons aanhangwagen. De combinatie van deze twee werd als M-19 tanktransporter aangeduid.
Nadat de Nederlandse Koninklijke Landmacht in de jaren vijftig was overgestapt op een ander en zwaarder type tank, de Centurion, werden de Diamondtrekkers, gefaseerd vervangen door de Thornycroft Mighty Antar. De Diamonds zijn verkocht via de Dienst Domeinen en veelal terechtgekomen bij, in zwaar transport gespecialiseerde, burgerbedrijven zoals; Stoof uit Breda, Van Wezel uit Hengelo en Pickfords uit Engeland.

## Technische gegevens
Motor:
- Merk: Hercules Motors Corporation
- Type: DXFE 4 takt, zescilinder, kopklep, vloeistof gekoeld
- Brandstof: diesel
- Cilinderinhoud: 14.500 cc
- Vermogen: 185 pk bij 1600 toerenmin.

Versnellingsbak:
- Merk: Fuller
- Aantal versnellingen: 4 vooruit + 1 achteruit

Hulp-versnellingsbak:
- Merk: Fuller (voorzien van power take-off)
- Aantal gearings: 3 (totaal aantal versnellingen 4 x 3: 12)

Aandrijfassen:
- Merk: Spicer

Vóór- en achterassen
- Merk: Timken-Detroit

Remsysteem:
- Merk: Bendix-Westinghouse volluchtremsysteem

Afmetingen/gewicht:
- Totaal gewicht: 12.225 kg
- Totale lengte: 7112 mm
- Totale breedte: 2540 mm
- Totale hoogte: 3450 mm
- Wielbasis: 4555 mm
- Brandstofopslag: 3 brandstoftanks van elk 300 liter

## Productieaantallen per jaar
Alle trucks zijn besteld door en geleverd aan: The US Army Quartermaster Corps met uitzondering van een directe bestelling door de Canadese regering in 1942.
| Jaar          | Aantal |
| ------------- | ------ |
| 1941          | 425    |
| 1942          | 1.623  |
| 1942 (Canada) | 677    |
| 1943          | 1.198  |
| 1944          | 1.779  |
| 1945          | 846    |
| Totaal:       | 6.548  |

## Ontwerpfouten en mankementen
Alhoewel de 980/981 serie, over het algemeen een degelijke truck was, waren er in de praktijk ook wel regelmatig terugkerende problemen. Modificaties om dit structureel op te lossen werden bij de eindgebruikers zelf gedaan.
Problemen waren er met:
- Waterpompen van het koelsysteem (dit was de meest voorkomende reden van uitval).
- Verstopte radiateurs.
- De cilinderkoppen van de motor (haarscheuren tussen in- en uitlaatkleppen).
- Scheuren en/of afbreken van inspuitleidingen van het diesel-injectiesysteem als gevolg van motorvibraties.
- Aandrijving van de dieselinjectiepomp.
- De luchtcompressor van het remsysteem versleet snel.
- Twee-weg luchtregelklep van het koppelings en remsysteem sleet snel.